# Paraxizicus capricercus
Paraxizicus capricercus är en insektsart som först beskrevs av Tinkham 1943.  Paraxizicus capricercus ingår i släktet Paraxizicus och familjen vårtbitare. Inga underarter finns listade i Catalogue of Life.